# Johannes Strate
Johannes Strate (ur. 17 marca 1980 w Bremie) – niemiecki piosenkarz oraz wokalista w zespole Revolverheld.

## Życiorys
Johannes Strate urodził 17 marca 1980 w Bremie jako syn pianistki i nauczyciela. Dorastał w Worpswede, w wieku 10 lat zaczął grać na gitarze. 4 lata później założył swój pierwszy zespół Second Floor, z którym miał podpisany trzyletni kontrakt. Jedynym oficjalnym singlem zespołu był utwór „Tut mir leid (Ich kann nicht anders)”, który pojawił się między innymi na kompilacji VIVA Hits 13. Zimą 2002 roku wraz z Kristoffem Hünecke, Nielsem Grötsch, Jakobem Sinn i Florianem Speer założył zespół Revolverheld, który w tamtym czasie nazywał się Manga. 30 września 2011 roku ukazał się pierwszy solowy album Johannesa Die Zeichen stehen auf Sturm, który wyprodukował wspólnie z Philippem Steinke.
W 2014 roku występował w drugiej edycji programu The Voice Kids w roli opiekuna i członka jury wraz z Leną Meyer-Landrut i Henningiem Wehland. W 2015 roku wystąpił ponownie jako członek jury w trzeciej edycji wraz z Leną oraz Markiem Forster.
Johannes jest w związku z Anną Angeliną Wolfers. 17 grudnia 2012 roku na świat przyszło pierwsze dziecko pary, syn Emil.

## Dyskografia

### Albumy studyjne
| Rok  | Tytuł                        | Najwyższa pozycja | Najwyższa pozycja | Najwyższa pozycja | Uwagi                      |
| Rok  | Tytuł                        | DE                | AT                | CH                | Uwagi                      |
| ---- | ---------------------------- | ----------------- | ----------------- | ----------------- | -------------------------- |
| 2011 | Die Zeichen stehen auf Sturm | 21 (3 tydz.)      | –                 | –                 | Premiera: 30 września 2011 |

### Single
| Rok  | Tytuł                                                        | Najwyższa pozycja | Najwyższa pozycja | Najwyższa pozycja | Uwagi          |
| Rok  | Tytuł                                                        | DE                | AT                | CH                | Uwagi          |
| ---- | ------------------------------------------------------------ | ----------------- | ----------------- | ----------------- | -------------- |
| 2011 | Es tut mir weh dich so zu sehen Die Zeichen stehen auf Sturm | 73 (1 tydz.)      | –                 | –                 | Premiera: 2011 |
| 2012 | Ich mach meinen Frieden mit mir Die Zeichen stehen auf Sturm | –                 | –                 | –                 | Premiera: 2012 |